# Vuilleminia
Vuilleminia Maire (powleczka) – rodzaj grzybów z rzędu powłocznikowców (Corticiales).

## Morfologia
Jest to nieliczny gatunkowo rodzaj grzybów kortycjoidalnych występujących na martwych drzewach i gałęziach, lub obumierających, ale jeszcze przyczepionych do drzewa gałęziach drzew. Zaczynają rosnąć pod korą, wskutek rozrastania się powodują jej pękanie i oddzielanie się. Mają konsystencję ściśle przylegającej do drewna, szklistej, galaretowatej powłoczki. Hymenofor gładki do mniej lub bardziej chropatego, białawy, szarawy, kremowy, czerwonobrązowy lub z fioletowymi odcieniami. System strzępkowy monomityczny, strzępki ze sprzążkami, zwykle cienkościenne, szkliste. Liczne są dendrohyfidy, u niektórych gatunków występują cystydy. Podstawki długie, maczugowate, kręte, 4-zarodnikowe ze sprzążką bazalną. Bazydiospory allantoidalne do elipsoidalnych, duże (ok. 15–20 µm), gładkie, cienkościenne, z kroplami oleju, nieamyloidalne, niecyjanofilne.
Identyfikacja gatunków Vuilleminia opiera się głównie na żywicielach, wielkości zarodników i budowie cystyd. Problemy z identyfkacją gatunków wynikają ze zmienności wielkości zarodników oraz różnych żywicieli w różnych obszarach geograficznych. Powodowane przez Vuilleminia oddzielanie kory nie gwarantuje pewnego rozpoznania tego rodzaju, oddzielanie kory powodują bowiem także gatunki z rodzaju Australovuilleminia, oraz powłocznica grabowa (Peniophora laeta).

## Systematyka i nazewnictwo
Pozycja w klasyfikacji według Index Fungorum: Vuilleminiaceae, Corticiales, Incertae sedis, Agaricomycetes, Agaricomycotina, Basidiomycota, Fungi.
Polską nazwę nadał Władysław Wojewoda w 2003 r.
Gatunki występujące w Polsce:
- Vuilleminia alni Boidin, Lanq. & Gilles 1994
- Vuilleminia comedens (Nees) Maire 1902 – powleczka podkorowa
- Vuilleminia coryli Boidin, Lanq. & Gilles 1989
- Vuilleminia macrospora (Bres.) Hjortstam 1987 – powleczka biaława
- Vuilleminia megalospora Bres. 1926[5]

Nazwy naukowe na podstawie Index Fungorum. Wykaz gatunków i nazwy polskie według Władysława Wojewody i innych.